# Rip Torn
Elmore Rual „Rip” Torn Jr. (Temple, Texas, 1931. február 6. – Lakeville, Connecticut, 2019. július 9.) Primetime Emmy-díjas amerikai film-, televíziós és szinkronszínész.
A Cross Creek (1983) című életrajzi filmdrámában férfi mellékszereplőként Oscar-díjra jelölték. A The Larry Sanders Show sorozattal hat Primetime Emmy-díjra jelölték, melyből egyet meg is nyert. Szerepelt a Columbo egyik epizódjában is (Főnyeremény a halál). Magyarországon egyik legismertebb szerepe Z ügynök a Men in Black-trilógiában, de játszott a Kóma (1978) és a Kidobós: Sok flúg disznót győz (2004) című filmekben is.

## Filmográfia

### Film
| Év   | Magyar cím                               | Eredeti cím                          | Szerep                                      | Magyar hang      |
| ---- | ---------------------------------------- | ------------------------------------ | ------------------------------------------- | ---------------- |
| 1956 | Babuci                                   | Baby Doll                            | fogorvos (stáblistán nem szerepel)          |                  |
| 1957 | Egy arc a tömegben                       | A Face in the Crowd                  | Barry Mills (stáblistán nem szerepel)       |                  |
| 1957 |                                          | Time Limit                           | George Miller hadnagy                       |                  |
| 1959 | A Pork Chop-domb                         | Pork Chop Hill                       | Walter B. Russell hadnagy                   |                  |
| 1961 | Királyok Királya                         | King of Kings                        | Júdás                                       |                  |
| 1962 | Az ifjúság édes madara                   | Sweet Bird of Youth                  | Thomas J. Finley, Jr.                       | Bognár Zsolt     |
| 1962 | Kalóz a szigeten                         | Hero's Island                        | Nicholas Gates                              |                  |
| 1963 |                                          | Critic's Choice                      | Dion Kapakos                                |                  |
| 1965 | A Cincinnati kölyök                      | The Cincinnati Kid                   | Slade                                       |                  |
| 1966 | Te már nagy kisfiú vagy                  | You're a Big Boy Now                 | I.H. Chanticleer                            | Tolnai Miklós    |
| 1967 |                                          | Beach Red                            | Honeywell őrmester                          |                  |
| 1968 |                                          | Sol Madrid                           | Dano Villanova                              |                  |
| 1968 |                                          | Beyond the Law                       | Popcorn                                     |                  |
| 1969 |                                          | Lions Love                           | THE BEARD rendező (stáblistán nem szerepel) |                  |
| 1969 |                                          | Coming Apart                         | Joe                                         |                  |
| 1969 |                                          | Tropic of Cancer                     | Henry Miller                                |                  |
| 1970 |                                          | Maidstone                            | Raoul Rey O'Houlihan                        |                  |
| 1972 |                                          | Slaughter                            | Dominic Hoffo                               |                  |
| 1972 |                                          | Payday                               | Maury Dann                                  |                  |
| 1973 |                                          | Cotter                               | Roy                                         |                  |
| 1974 | Kattant Joe                              | Crazy Joe                            | Richie                                      |                  |
| 1976 | A földre pottyant férfi                  | The Man Who Fell to Earth            | Dr. Nathan Bryce                            |                  |
| 1976 |                                          | Birch Interval                       | Thomas                                      |                  |
| 1977 | Apácák a pácban                          | Nasty Habits                         | Maximilian atya                             | Juhász György    |
| 1977 | J. Edgar Hoover titkos aktái             | The Private Files of J. Edgar Hoover | Dwight Webb                                 |                  |
| 1978 | Kóma                                     | Coma                                 | Dr. George                                  | Mécs Károly      |
| 1979 | Joe Tynan megkísértése                   | The Seduction of Joe Tynan           | Kittner szenátor                            |                  |
| 1979 | A szelíd Vadnyugat                       | Heartland                            | Clyde Stewart                               |                  |
| 1980 |                                          | One-Trick Pony                       | Walter Fox                                  |                  |
| 1980 |                                          | First Family                         | G. E. Dumpston tábornok                     |                  |
| 1982 | A kalapácsos visszatér                   | A Stranger Is Watching               | Artie Taggart                               | Harsányi Gábor   |
| 1982 | A vadak ura                              | The Beastmaster                      | Maax                                        | Kristóf Tibor    |
| 1982 | Cinkelve                                 | Jinxed!                              | Harold Benson                               |                  |
| 1982 | Airplane 2. – A folytatás                | Airplane II: The Sequel              | Bud Kruger                                  |                  |
| 1983 |                                          | Cross Creek                          | Marsh Turner                                |                  |
| 1984 |                                          | Misunderstood                        | Will                                        |                  |
| 1984 | Gyulladáspont                            | Flashpoint                           | Sheriff Wells                               | Tolnai Miklós    |
| 1984 | Dalszerző                                | Songwriter                           | Dino McLeish                                |                  |
| 1984 | Párbaj a városban                        | City Heat                            | Primo Pitt                                  | Galkó Balázs     |
| 1985 | Hóbortos vakáció                         | Summer Rental                        | Scully                                      | Kárpáti Tibor    |
| 1985 |                                          | Beer                                 | Buzz Beckerman                              |                  |
| 1987 | Különös kegyetlenséggel                  | Extreme Prejudice                    | Hank Pearson seriff                         | Izsóf Vilmos     |
| 1987 | Bízzál bennem!                           | Nadine                               | Bufford Pope                                | Szersén Gyula    |
| 1988 |                                          | Blind Curve (rövidfilm)              | Maheu                                       |                  |
| 1989 | Halállista                               | Hit List                             | Vic Luca                                    | Makay Sándor     |
| 1989 | Piti csempészek                          | Cold Feet                            | seriff                                      |                  |
| 1989 |                                          | Zwei Frauen                          | Dr. Steve Markowitz                         |                  |
| 1990 |                                          | Beautiful Dreamers                   | Walt Whitman                                |                  |
| 1991 | Tranzit a mindenhatóhoz                  | Defending Your Life                  | Bob Diamond                                 | Kristóf Tibor    |
| 1992 | Dolly, a gyilkos szellem                 | Dolly Dearest                        | Karl Resnick                                | Kránitz Lajos    |
| 1993 | Robotzsaru 3.                            | RoboCop 3                            | OCP vezérigazgató                           | Csikos Gábor     |
| 1993 |                                          | Where the Rivers Flow North          | Noel Lord                                   |                  |
| 1995 | Holtomiglan, holtodiglan                 | For Better or Worse                  | Cole százados                               | Várkonyi András  |
| 1995 | Pajzs a résen, avagy a tökéletlen erő    | Canadian Bacon                       | Dick Panzer tábornok                        | Sinkovits Imre   |
| 1995 | Pajzs a résen, avagy a tökéletlen erő    | Canadian Bacon                       | Dick Panzer tábornok                        | Uri István       |
| 1995 | A szerelem színei                        | How to Make an American Quilt        | Arthur                                      |                  |
| 1996 | Tűz a víz alá                            | Down Periscope                       | Dean Winslow altengernagy                   | Rudas István     |
| 1996 | Az Egér                                  | The Mouse                            | Trucker 'God'                               |                  |
| 1997 | Egyedül nem megy                         | Trial and Error                      | Benny Gibbs                                 | Barbinek Péter   |
| 1997 | Herkules                                 | Hercules                             | Zeusz (hangja)                              | Kristóf Tibor    |
| 1997 | Men in Black – Sötét zsaruk              | Men in Black                         | Zed                                         | Kránitz Lajos    |
| 1998 | Érzékek borzadalma                       | Senseless                            | Randall Tyson                               | Kránitz Lajos    |
| 1999 | A bennfentes                             | The Insider                          | John Scanlon                                | Bácskai János    |
| 2000 | Wonder Boys – Pokoli hétvége             | Wonder Boys                          | Quentin "Q" Morewood                        | Dengyel Iván     |
| 2001 | Eszement Freddy                          | Freddy Got Fingered                  | Jim Brody                                   | Uri István       |
| 2002 | Men in Black – Sötét zsaruk 2.           | Men in Black II                      | Zed                                         | Kránitz Lajos    |
| 2003 |                                          | Rolling Kansas                       | Oldman                                      |                  |
| 2003 | Műanyag szerető                          | Love Object                          | Novak                                       | Rudas István     |
| 2004 | Az elnök emberére talál                  | Welcome to Mooseport                 | Bert Langdon                                | Melis Gábor      |
| 2004 | Kidobós: Sok flúg disznót győz           | DodgeBall: A True Underdog Story     | Patches O'Houlihan                          | Kristóf Tibor    |
| 2004 | Lökött gyásznép                          | Eulogy                               | Edmund Collins                              | Szélyes Imre     |
| 2005 | Lehangolva                               | Forty Shades of Blue                 | Alan James                                  |                  |
| 2005 | A három nővér                            | The Sisters                          | Dr. Chebrin                                 | Szersén Gyula    |
| 2005 | Enyém, tiéd, miénk                       | Yours, Mine & Ours                   | Sherman parancsnok                          | Gruber Hugó      |
| 2006 | Marie Antoinette                         | Marie Antoinette                     | XV. Lajos király                            | Papp János       |
| 2006 | Szupersuli                               | Zoom                                 | Larraby                                     | Kristóf Tibor    |
| 2007 | Az utolsó round                          | Turn the River                       | Teddy Quinette                              | Makay Sándor     |
| 2007 | Mézengúz                                 | Bee Movie                            | Lou Lo Duca (hangja)                        | Papp János       |
| 2007 |                                          | Three Days to Vegas                  | Joe Wallace                                 |                  |
| 2008 | Augusztus                                | August                               | David Sterling                              | Gruber Hugó      |
| 2008 |                                          | Lucky Days                           | Bobo                                        |                  |
| 2008 | Vén tengeri medvék                       | The Golden Boys                      | Jeremiah "Jerry" Burgess kapitány           | Papp János       |
| 2009 |                                          | Happy Tears                          | Joe                                         |                  |
| 2009 | Amerikai gólyahír                        | American Cowslip                     | Trevor O'Hart                               |                  |
| 2009 |                                          | The Afterlight                       | Carl                                        |                  |
| 2011 | 301, avagy Maxiplusz, a legnagyobb római | The Legend of Awesomest Maximus      | Looney király                               | Cs. Németh Lajos |
| 2011 |                                          | 3 Weeks to Daytona                   | Sal                                         |                  |
| 2012 |                                          | Bridge of Names                      | Tom                                         |                  |

### Televízió
Tévéfilmek
| Év   | Magyar cím                     | Eredeti cím                           | Szerep                         | Magyar hang    |
| ---- | ------------------------------ | ------------------------------------- | ------------------------------ | -------------- |
| 1973 |                                | The President's Plane Is Missing      | George Oldenburg               |                |
| 1978 | Elveszett bizalom              | Betrayal                              | Dr. Hartogs                    | Barbinek Péter |
| 1978 | Acél-cowboy                    | Steel Cowboy                          | K.W. Hicks                     | Vajda László   |
| 1978 |                                | Rape and Marriage: The Rideout Case   | Charles Burt                   |                |
| 1980 |                                | Sophia Loren: Her Own Story           | Carlo Ponti                    |                |
| 1984 | Macska a forró bádogtetőn      | Cat on a Hot Tin Roof                 | Big Daddy                      |                |
| 1986 | A törvénybe ütközve            | Manhunt for Claude Dallas             | Tim Nettleton                  | Kristóf Tibor  |
| 1987 | Hőség Laguna Beach-en          | Laguna Heat                           | Joe Datilla                    |                |
| 1988 | Áprilisi reggel                | April Morning                         | Solomon Chandler               |                |
| 1988 | A szerelem királya             | The King of Love                      | Jack Kraft                     | Szabó Ottó     |
| 1989 | Az ifjúság édes madara         | Sweet Bird of Youth                   | Boss Finley                    | Uri István     |
| 1990 | Bombaveszély                   | By Dawn's Early Light                 | Fargo ezredes                  | Tolnai Miklós  |
| 1991 |                                | Another Pair of Aces: Three of a Kind | Jack Parsons százados          |                |
| 1992 | Csontváz és Dákó               | T Bone N Weasel                       | Happy Sam                      | Beregi Péter   |
| 1992 | Katasztrófa Alaszka partjainál | Dead Ahead: The Exxon Valdez Disaster | Paul Yost admirális            | Tolnai Miklós  |
| 1993 | A pokol angyala                | Beyond the Law                        | Butch Prescott seriffhelyettes | Kardos Gábor   |
| 1994 | Gyermekszív                    | Heart of a Child                      | Dr. Leonard Bailey             | Horkai János   |
| 1995 |                                | Letter to My Killer                   | Russel Vanik                   |                |
| 1999 | Kosár feketén fehéren          | Passing Glory                         | Robert Grant atya              |                |
| 1999 | A csodafarm                    | Balloon Farm                          | Harvey H. Potter               |                |
| 2002 |                                | Maniac Magee                          | George McNab                   |                |

Sorozatok
| Év        | Cím                                                                  | Szerep                            | Megjegyzések                          |
| --------- | -------------------------------------------------------------------- | --------------------------------- | ------------------------------------- |
| 1957      | The Restless Gun                                                     | Jody                              | 1 epizód                              |
| 1957–1961 | Alfred Hitchcock bemutatja (Alfred Hitchcock Presents)               | Steve Morgan / Ernie Walters      | 2 epizód                              |
| 1960      | Thriller                                                             | Duncan Corey                      | 1 epizód                              |
| 1961      | The Untouchables                                                     | Pittsburgh Phil                   | 1 epizód                              |
| 1962      | Naked City                                                           | Ansel Boake                       | 1 epizód                              |
| 1962–1964 | Dr. Kildare                                                          | John Burroughs / Dr. Keefe        | 2 epizód                              |
| 1963      | The Lieutenant                                                       | Karl Kasten őrmester              | 1 epizód                              |
| 1964      | Combat!                                                              | Avery őrmester                    | 1 epizód                              |
| 1965      | The Man from U.N.C.L.E.                                              | Mr. Alexander                     | 2 epizód                              |
| 1965      | Mannix                                                               | Victor Roarke                     | 1 epizód                              |
| 1965      | Rawhide                                                              | Chiricahua Chief Jacob Yellow-Sun | 1 epizód                              |
| 1965      | 12 O'Clock High                                                      | Royce ezredes                     | 1 epizód                              |
| 1971      | Bonanza                                                              | Will Hewitt                       | 1 epizód                              |
| 1978      | The Eddie Capra Mysteries                                            | Kilraine                          | 1 epizód                              |
| 1982      | Blind Ambition                                                       | Richard Nixon                     | minisorozat (4 epizód)                |
| 1982      | The Blue and the Gray                                                | Ulysses S. Grant tábornok         | minisorozat (3 epizód)                |
| 1985      | The Atlanta Child Murders                                            | Lewis Slaton                      | minisorozat (3 epizód)                |
| 1986      | Dream West                                                           | Kit Carson                        | minisorozat (2 epizód)                |
| 1991      | Columbo                                                              | Leon Lamarr                       | 1 epizód magyar hangja Reviczky Gábor |
| 1992–1998 | The Larry Sanders Show                                               | Artie                             | 89 epizód                             |
| 1994      | Észak és Dél: III. könyv (Heaven and Hell: North and South Book III) | Adolphus                          | minisorozat (3 epizód)                |
| 1997–1998 | Ghost Stories                                                        | narrátor                          | 44 epizód                             |
| 2002      | Will és Grace (Will & Grace)                                         | Lionel Banks                      | 4 epizód                              |
| 2006      | Esküdt ellenségek: Bűnös szándék (Law & Order: Criminal Intent)      | Jules Copeland                    | 1 epizód                              |
| 2007–2009 | A stúdió (30 Rock)                                                   | Don Geiss                         | 7 epizód                              |
| 2016      | TripTank                                                             | M (hangja)                        | 1 epizód                              |

## További információ
- Rip Torn a PORT.hu-n (magyarul)
- Rip Torn az Internetes Szinkronadatbázisban (magyarul)
- Rip Torn az Internet Movie Database-ben (angolul)
- Rip Torn a Rotten Tomatoeson (angolul)